# 敬愛短期大学
敬愛短期大学（けいあいたんきだいがく、英語: Keiai Junior College）は、千葉県千葉市稲毛区穴川1-5-21に本部を置く日本の私立大学。1921年創立、1950年大学設置。大学の略称は敬愛短大。

## 概観

### 大学全体
- 敬愛短期大学は、千葉県千葉市稲毛区内にある日本の私立短期大学。1950年に設置された。経営母体は学校法人千葉敬愛学園。現在、現代子ども学科のみの単科短大となっている。

### 建学の精神（校訓・理念・学是）
- 敬愛短期大学における建学の精神は「敬天愛人」となっている。

### 教育および研究
- 敬愛短期大学は、児童教育に携わるエキスパート養成に力をいれている。

### 学風および特色
- 短大独自の学習プログラム（取得免許・資格別クラスの編成、少人数制の授業、実践力作り、「読み、書き、パソコン」教育の重視）がある。
- 「敬愛の日」と称した記念日がある。
- 2006年度、財団法人短期大学基準協会の第三者評価より「適格」認定を受ける。

## 沿革
- 1921年 - 八日市場女学校が創設。
- 1926年 - 財団法人関東中学校が創立。
- 1947年 - 千葉敬愛女子専門学校が開校。
- 1950年 - 学制改革に伴い、千葉敬愛短期大学が開学。教育科を置く。当初の所在地は匝瑳郡八日市場町となっていた。
- 1951年 - 母体を学校法人関東学園に組織変更。
- 1952年 - 法経科第二部増設
- 1955年 - 教育科を初等教育科に改称。
- 1959年 - 初等教育科のキャンパスを千葉市穴川に移転。
- 1962年 - 初等教育科に第二部が設置（学生数：女25[1]）。
- 1966年 - 母体を学校法人千葉敬愛学園に組織変更。
- 1969年 - 3月31日をもって法経科第二部廃止[2]。
- 1987年 - 初等教育科を佐倉市に移転。12月23日をもって初等教育科第二部を廃止[2]。
- 1990年 - 国際教養科が増設される（学生数：男9、女174[3]）。
- 1999年 - 12月22日付けで国際教養科廃止[2]。
- 2014年 - 初等教育科を現代子ども学科に名称を変更。
- 2024年 - 稲毛キャンパスに全面移転。大学名称を「千葉敬愛短期大学」から「敬愛短期大学」に変更[4]。

## 基礎データ

### 所在地
- 千葉県千葉市稲毛区穴川1-5-21

### 交通アクセス
- JR総武線稲毛駅徒歩約13分。
- 京成みどり台駅徒歩約15分。

## 教育および研究

### 組織

#### 学科
- 現代子ども学科

##### 学科の変遷
- 初等教育科→現代子ども学科
  - 第一部：現在の初等教育科にあたる。
  - 第二部[5][6]
- 法経科第二部[7]：千葉敬愛経済大学に改組されたため廃止[8]。
- 国際教養科[9][10]：敬愛大学に改組される。

#### 専攻科
- なし

#### 別科
- なし

##### 取得資格について
資格
- 保育士

教職課程
- 小学校教諭二種免許：かつて初等教育科第二部にも設置されていた。
- 幼稚園教諭二種免許状

#### 附属機関
- 附属研究所
- メディアセンター

## 学生生活

### 部活動・クラブ活動・サークル活動
- 敬愛短期大学のクラブ活動
  - 体育系：バドミントン・バレーボール・新体操・テニス・ダンスほか
  - 文化系：ほか「ブラスアンサンブル」・軽音楽ほか

### 学園祭
- 敬愛短期大学の学園祭は「敬愛フェスティバル」とよばれ、毎年11月に敬愛大学との合同で行われている。

### スポーツ
- バスケットボール部が全国短期大学体育大会の常連となっている。

## 大学関係者と組織

### 大学関係者組織
- 敬愛短期大学校友会組織がある。

## 施設

### キャンパス
- 1号館
- 2号館
- 3号館
- 4号館
- 敬愛アリーナ
- クラブハウス棟
- 第2クラブハウス棟
- グラウンド
- テニスコート

## 対外関係

### 他大学との協定
- 放送大学[11]

### 姉妹校
- 敬愛大学八日市場高等学校
- 横芝敬愛高等学校

### 系列校
- 敬愛大学
- 千葉敬愛高等学校
- 敬愛学園高等学校

## 社会との関わり
- 公開講座がある。

## 卒業後の進路について

### 就職について
- 初等教育科
  - I部：幼稚園や保育園への就職者が多いものとなっている。小学校教諭については2006年度に28名が合格している。一般企業への就職実績として、千葉銀行・めいらくグループなどがある。
  - II部:：稚園への就職者が多かったものとみられる。
- 法経科II部：
- 国際教養科：一般企業への就職者が多かったものとみられる。

### 編入学・進学実績
- これまでの実績では系列の敬愛大学ほか、大阪教育大学・盛岡大学・淑徳大学・聖徳大学・日本女子大学・東京成徳大学・駒沢女子大学・大東文化大学・東京家政大学・徳島文理大学などがある。

## 附属学校
- 敬愛短期大学附属幼稚園
- かつては千葉敬愛短期大学附属保健体育教員養成所も併設されていた（1973年 廃止）